# Quizzen ist Geld
Quizzen ist Geld war eine live moderierte Online-Quiz-Show und war die erste ihrer Art in Deutschland. Die Show wurde von der First1 Networks GmbH, die im Sommer 2007 von Thorsten Rauser gegründet wurde, produziert. Das Studio befand sich in Berlin. Bis Ende 2008 wurde die Show unter dem Titel "Wie weit wirst Du gehen" präsentiert.
Seit Anfang 2009 wurden Werktags 21 Shows ausgestrahlt: Mo–Do 12–16 Uhr & 17–20 Uhr. Freitags finden die Shows durchgehend von 12–18 Uhr statt. Seit Oktober 2009 versuchte man sich mit Sendezeiten zwischen 18 und 22 Uhr. Am 27. November 2009 hat man die Sendung letztendlich eingestellt. Trotz aller Bemühungen war die Anzahl der Spieler bis zum Ende zu gering um profitabel zu arbeiten.

## Teilnahmebedingungen und Gebühren
An der Show durften nur Kandidaten teilnehmen, die sich auf der Webseite des Veranstalters vollständig registriert hatten und das 18. Lebensjahr vollendet hatten. Nicht registrierte Besucher konnten die Show im Zuschauermodus verfolgen. Dabei sind jedoch keine Geldgewinne möglich gewesen.
Bei der Registrierung musste man seinen vollständigen Namen, die vollständige Anschrift und eine Telefonnummer, unter der man erreichbar ist, angeben. Zur Überprüfung der Volljährigkeit musste man seine Personalausweisnummer angeben. Um sich vorzubereiten, konnten im Trainingscenter Fragen aus vergangenen Shows nachgespielt werden.
Die Teilnahme an einer Show kostete zunächst zwischen 1,82 Euro und 2,50 Euro, je nach gekauftem Ticket-Paket. Pro Ticket gingen 0,80 Euro in den Jackpot, der ausgespielt wurde. Werben bereits registrierte Mitspieler neue Kandidaten, die dann an der Show teilnehmen, erhielten sie hierfür ein Freispiel.

## Spielregeln
In jeder Fragerunde wurde den Kandidaten eine Frage mit vier auswählbaren Antworten gestellt, von denen eine richtig ist. Beantwortet ein Kandidat die Frage richtig, qualifiziert er sich für die nächste Fragerunde. Ansonsten scheidet er aus und bekommt keinen Geldgewinn. Jeder Kandidat hat während der Show einmal die Möglichkeit, einen Joker einzusetzen. Klickt er auf den Joker, so wird automatisch die Antwort gewählt, die von den meisten Kandidaten gewählt wurde. Haben alle Kandidaten den Joker gleichzeitig eingesetzt, gilt die Frage als richtig beantwortet und alle qualifizieren sich für die nächste Fragerunde. Zur Beantwortung einer Frage hat jeder 10 Sekunden Zeit. Hat sich jemand nach Ablauf dieser Zeit nicht für eine Antwort oder den Einsatz des Jokers entschieden, so gilt die Frage als falsch beantwortet. Mit jeder Fragerunde erhöht sich der Schwierigkeitsgrad der Fragen.
Sind mindestens 80 Prozent der Kandidaten ausgeschieden, bekommen die übrigen Kandidaten in jeder Fragerunde ein Geldangebot, bevor die Frage gestellt wird. Nun kann sich jeder entscheiden, ob er aussteigt und das Geld nimmt, oder weiterspielt. Spielt er weiter, so geht er das Risiko ein, leer auszugehen, wenn er an der nächsten Frage scheitert und ausscheidet. Das Geldangebot errechnet sich folgendermaßen:
{\displaystyle {\mbox{Geldangebot}}={\frac {\mbox{Summe Jackpot}}{{\mbox{(Anzahl Kandidaten}}*2)}}}
Nehmen alle Kandidaten das Geld, verdoppelt sich für jeden Kandidaten das Geldangebot, so dass der gesamte Jackpot ausgezahlt wird und das Spiel beendet ist. Ist nur noch ein Kandidat im Spiel, ist dieser der Tagessieger und bekommt das gesamte Geld, das sich noch im Jackpot befindet. Der Moderator ruft den Gewinner an, bzw. bei mehreren Gewinnern einen von ihnen. Gibt es keinen Gewinner, d. h. alle Kandidaten scheitern an einer Frage und scheiden damit aus, wird das Geld, welches sich noch im Jackpot befindet, dem Jackpot in der nächsten Show hinzugefügt.

## Sonstiges
Zunächst befand sich das Angebot in der so genannten „Warm-Up-Phase“, was bedeutete, dass während der Show immer wieder technische Störungen auftreten konnten. In diesen Fällen bekommen die Kandidaten ihre Spieleinsätze zurück. Vision war es, die Show später einmal mit 10.000 Kandidaten oder mehr durchzuführen.
Ende 2008 ist man mit einem Relaunch des Portals online gegangen. U.a. werden die Solitaire-Spiele seitdem nicht mehr angeboten, insgesamt sollte das neue Design den Spielern die Orientierung erleichtern.

## Moderatoren
Moderatoren bei Quizzen ist Geld waren 
- Frank Sandmann (seit 2008)
- Melina Rost (seit 2009)
- Nadia Al-Mardini (seit 2009)
- Oliver Daume (seit 2009)
- Thorsten Weiß (seit 06/2009)
- Ricarda Farnbacher (seit 06/2009)
- Stefan Hofmann (seit 06/2009)
- Eva Gaigg (seit 07/2009)